# Rasmentalism
Rasmentalism – polska grupa muzyczna wykonująca hip-hop. Powstała w 2006 roku w Lublinie z inicjatywy rapera Rasa i producenta muzycznego Menta. Koncertowy skład zespołu współtworzy ponadto Marek „DJ Tort” Wieremiejewicz.

## Kariera muzyczna
Zespół zadebiutował na początku 2008 roku nielegalem Dobra muzyka, ładne życie.
7 grudnia 2009 roku odbyła się premiera albumu Duże rzeczy zrealizowanego we współpracy z warszawskim raperem W.E.N.Ą. Materiał był promowany teledyskami do utworów „Na wstecznym” i „Sny na jawie”.
W czerwcu 2011 roku nakładem wytwórni muzycznej JuNouMi Records ukazał się pierwszy minialbum formacji pt. EP. Wydawnictwo ukazało się na 12" płycie winylowej w limitowanym do 500 egzemplarzy nakładzie. Minialbum stanowił zapowiedź albumu Hotel trzygwiazdkowy, który ukazał się również w czerwcu. Na wydanej przez sam zespół płycie gościnnie wystąpili Sqbass, W.E.N.A. i Małpa. Nagrania były promowane wideoklipem do piosenki „Delorean”.
10 grudnia 2013 roku nakładem wytwórni muzycznej Asfalt Records ukazał się pierwszy, dostępny w powszechnej sprzedaży album Rasmentalism zatytułowany Za młodzi na Heroda. Gościnnie w nagraniach wzięli udział m.in.: Eldo, VNM i Spinache. Natomiast oprawę graficzną albumu wykonał Grzegorz „Forin” Piwnicki. Materiał dotarł do 18. miejsca polskiej listy przebojów OLiS. Wydawnictwo poprzedził, również wydany w grudniu minialbum Niebomby / STU. W ramach promocji albumu zostały zrealizowane teledyski do utworów „Drogowskazy”, „Niebomby”, „Stu” oraz „Off”.
W kwietniu 2021 roku Arkadiusz „Ras” Sitarz ogłosił plany zakończenia działalności zespołu.

## Dyskografia
Albumy
| Rok                        | Album                                                                            | Pozycja na liście | Sprzedaż        |
| Rok                        | Album                                                                            | POL               | Sprzedaż        |
| -------------------------- | -------------------------------------------------------------------------------- | ----------------- | --------------- |
| 2008                       | Dobra muzyka, ładne życie - Data: 26 lutego 2008 - Wydawca: brak (nielegal)      | –                 |                 |
| 2009                       | Duże rzeczy (oraz W.E.N.A.) - Data: 7 grudnia 2009 - Wydawca: Rockers Publishing | –                 |                 |
| 2011                       | Hotel trzygwiazdkowy - Data: 8 czerwca 2011 - Wydawca: brak (nielegal)           | –                 |                 |
| 2013                       | Za młodzi na Heroda - Data: 10 grudnia 2013 - Wydawca: Asfalt Records            | 18                | - POL: 10 tys.+ |
| 2015                       | Wyszli coś zjeść - Data: 13 kwietnia 2015 - Wydawca: Asfalt Records              | 2                 | - POL: 2 tys.+  |
| 2016                       | 1985 - Data: 8 kwietnia 2016 - Wydawca: Asfalt Records                           | 1                 |                 |
| 2018                       | Tango - Data: 26 stycznia 2018 - Wydawca: Asfalt Records                         | 5                 |                 |
| 2020                       | Geniusz - Data: 19 czerwca 2020 - Wydawca: Sony Music Poland                     | 3                 |                 |
| „–” album nie był notowany |                                                                                  |                   |                 |

Minialbumy
| Rok  | Album                                                           |
| ---- | --------------------------------------------------------------- |
| 2011 | EP - Data: 6 czerwca 2011 - Wydawca: JuNouMi Records            |
| 2013 | Niebomby / STU - Data: 2 grudnia 2013 - Wydawca: Asfalt Records |

## Teledyski
| Rok  | Tytuł                                                           | Reżyseria/Realizacja                                     | Album                           | Źródło |
| ---- | --------------------------------------------------------------- | -------------------------------------------------------- | ------------------------------- | ------ |
| 2010 | „Na wstecznym” (oraz W.E.N.A.)                                  | Miłosz Hunzvi                                            | Duże rzeczy                     | [ 22 ] |
| 2010 | „Sny na jawie” (oraz W.E.N.A.; gościnnie: Joanna Solarska)      | Miłosz Hunzvi                                            | Duże rzeczy                     | [ 23 ] |
| 2011 | „Delorean”                                                      | Miłosz Hunzvi                                            | Hotel trzygwiazdkowy            | [ 24 ] |
| 2012 | „Taka sobota”                                                   | Patryk Paluszek, Only Only                               | Niewidzialna nerka (kompilacja) | [ 25 ] |
| 2012 | „Drogowskazy” (gościnnie: Flirtini)                             | Andrzej Santorski, Justyna Buba Purzycka                 | Za młodzi na Heroda             | [ 26 ] |
| 2013 | „Niebomby” (gościnnie: Małpa)                                   | Kuba Gryżewski, Justyna Buba Purzycka, Andrzej Santorski | Za młodzi na Heroda             | [ 27 ] |
| 2013 | „Stu” (gościnnie: VNM)                                          | Andrzej Santorski, Justyna Buba Purzycka                 | Za młodzi na Heroda             | [ 28 ] |
| 2013 | „Off”                                                           | Albert Bana, Maciej Buchwald                             | Za młodzi na Heroda             | [ 29 ] |
| 2014 | „Gdzie jest M?” (gościnnie: Spinache)                           | Andrzej Santorski, Kuba Gryżewski                        | Za młodzi na Heroda             | [ 30 ] |
| 2014 | „Między nami spoko”                                             | Hanusz Bystry, Piotr Sawicki                             | Za młodzi na Heroda             | [ 31 ] |
| 2014 | „Wyjdziesz na dwór?” (gościnnie: Quebonafide)                   | Wojciech Stupnicki                                       | Wyszli coś zjeść                | [ 32 ] |
| 2015 | „Nie jestem raperem” (gościnnie: Dwa Sławy, The Voices)         | Michał Bernaś                                            | Wyszli coś zjeść                | [ 33 ] |
| 2016 | „1985”                                                          | Miłosz Hunzvi                                            | 1985                            | [ 34 ] |
| 2016 | „Ale zdejmij buty” (gościnnie: Ten Typ Mes)                     | BDV                                                      | 1985                            | [ 35 ] |
| 2016 | „Przezroczysta krew”                                            | Patryk Kaflowski, Aleksander Kropidłowski                | 1985                            | [ 36 ] |
| 2016 | „Nowa miłość”                                                   | Michał Bernaś                                            | 1985                            | [ 37 ] |
| 2017 | „Tango”                                                         | Miłosz Hunzvi, Sebastian Sobieszczański                  | Tango                           | [ 38 ] |
| 2018 | „Duch” (gościnnie: Sokół, Oskar)                                | pwee3000                                                 | Tango                           | [ 39 ] |
| 2018 | „Moment” (gościnnie: Otsochodzi)                                | Maciej Buchwald                                          | Tango                           | [ 40 ] |
| 2018 | „Escape Room”                                                   | Arek Nowakowski                                          |                                 | [ 41 ] |
| 2020 | „Dzisiaj nie zasnę” (gościnnie: Białas)                         | Alex Pak                                                 | Geniusz                         | [ 42 ] |
| Inne |                                                                 |                                                          |                                 |        |
| 2015 | „Dream Team Tour” – VNM, Rasmentalism, Sitek, Gedz, Sarius, JNR | R5Films                                                  |                                 | [ 43 ] |

## Nagrody i wyróżnienia
| Rok  | Nagroda   | Kategoria | Tytułem      | Nota      | Źródło |
| ---- | --------- | --------- | ------------ | --------- | ------ |
| 2014 | SUPERHIRO | Muzyka    | Rasmentalism | Zwycięzca | [ 44 ] |